# Monte Kenya
Il monte Kenya (Kirinyaga o Kerenyaga in gikuyu) è la più alta montagna del Kenya e la seconda più alta dell'Africa (dopo il Kilimangiaro). Il gruppo montuoso è situato nel Kenya centrale, poco a sud dell'equatore, a nord-est di Nyeri, circa 160 km a nord-est di Nairobi. Le vette più alte sono Batian (5 199 m s.l.m.), Nelion (5 188 m s.l.m.) e Lenana (4 985 m s.l.m.).
Il monte e la regione circostante costituiscono un'area naturale protetta, il Parco nazionale del Monte Kenya. Sul monte si trova una delle stazioni di monitoraggio atmosferico della Global Atmosphere Watch. Il sistema delle cime, che comprende sette picchi dotati di nome, ospita dodici ghiacciai, piccoli e in contrazione.

## Ambiente

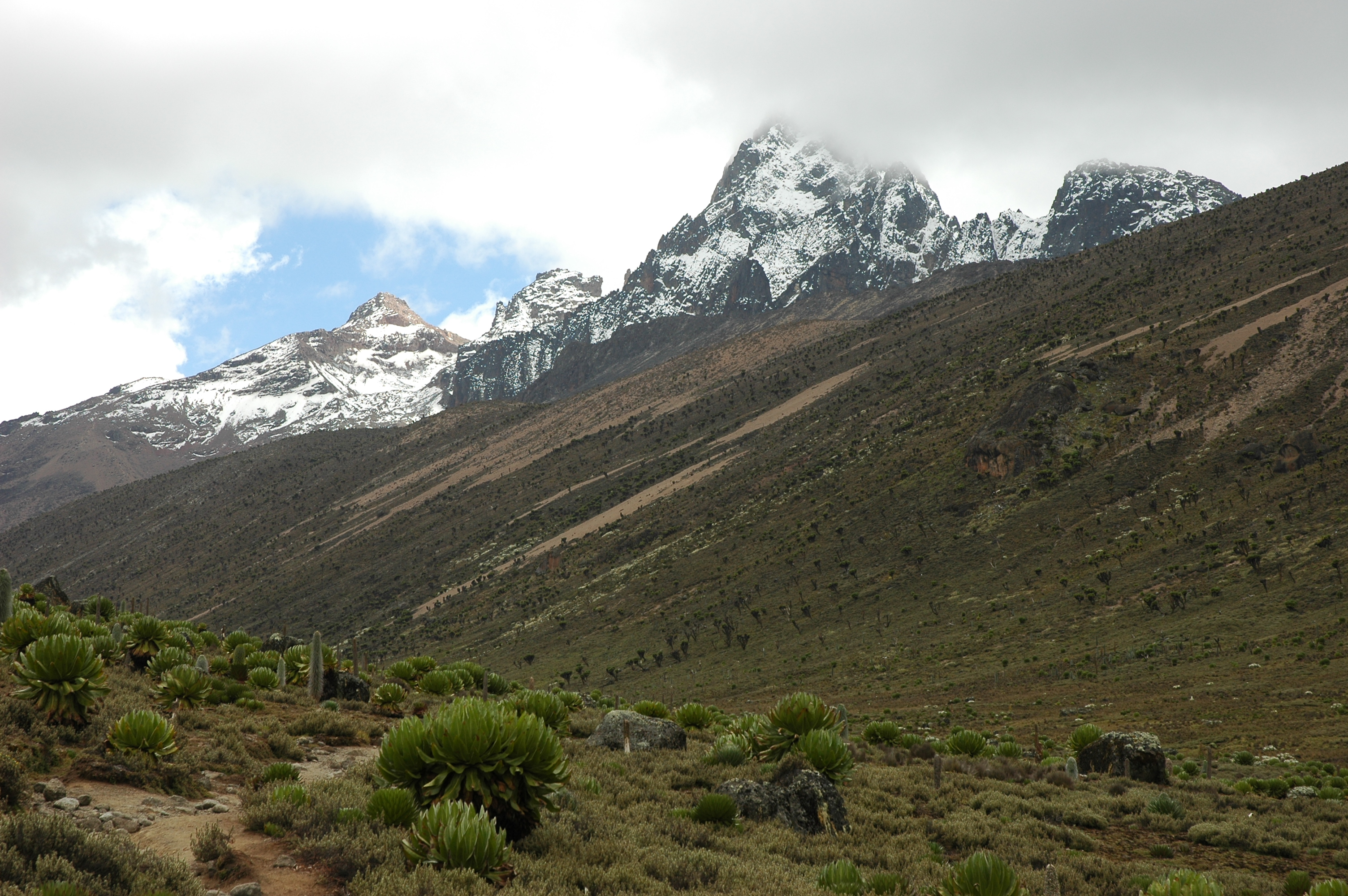
Vegetazione della fascia di tundra

Il monte è uno stratovulcano estinto, la cui ultima eruzione viene datata fra 2,6 e 3,1 milioni di anni fa. Sulle pendici si trovano molteplici biomi: foresta nella fascia bassa, che diventa foresta montana intorno ai 2.000 m, fascia di bambù intorno ai 2.500, brughiera e tundra afro-alpina dai 3.300 e deserto in quota dai 3.500.
Nella foresta e fino alla fascia di bambù vivono leoni, leopardi, bufali, elefanti delle foreste, rinoceronti neri, procavie arboree, antilopi d'acqua, cefalofi, tragelafi, ilocheri, galagoni, colobi, genette, manguste, ecc. La vegetazione (specialmente nelle zone più basse della foresta) è estremamente rigogliosa e comprende alberi altissimi come canfori africani, rauwolfie, macaranghe, olivi africani, ginepri, podocarpi e haghenie. 
La brughiera è caratterizzata da eriche di grandissime dimensioni, muschi, licheni, protee, gladioli, Kniphofia spp., Helichrysum spp., una grande varietà di lobelie giganti (Lobelia aberdarica, Lobelia bambuseti, Lobelia gregoriana, Lobelia telekii) e ben tre specie di seneci giganti: Dendrosenecio battiscombei, Dendrosenecio keniodendron e Dendrosenecio keniensis.
Sebbene il monte appartenga a un'area naturale protetta, vi si svolgono numerose attività lecite ed illecite i cui effetti impoveriscono l'ambiente: deforestazione (autorizzata e non), estrazione del carbone, pascolo di mandrie e bracconaggio. Queste attività incidono anche sui corsi d'acqua che nascono dalle sorgenti del monte: per esempio, la portata del fiume Tana si sta progressivamente riducendo. Poiché il monte costituisce la principale riserva d'acqua e di vegetazione del Kenya, questo impoverimento potrebbe avere conseguenze anche economiche molto rilevanti per il futuro del paese.

## Popolazione
L'etnia predominante attorno al monte Kenya è quella dei Kikuyu. I Kikuyu lo chiamano Kirinyaga (o Kerenyaga) e credono che esso ospiti Ngai, il loro dio.

## Scalata
Ufficialmente il primo europeo ad aver avvistato il monte fu il missionario Johann Ludwig Krapf, nel 1849. La prima scalata nota fu portata a termine da Halford Mackinder, C. Ollier e J. Brocherel il 13 settembre 1899. La vetta del Nelion fu scalata la prima volta da Eric Shipton nel 1929.
Durante la seconda guerra mondiale il monte fu scalato da tre italiani, prigionieri di guerra nel campo di Nanyuki situato alla sua base: fuggiti dal luogo di detenzione, scalarono il terzo picco, punta Lenana, prima di tornare volontariamente al campo. Il capogruppo Felice Benuzzi ha raccontato la storia nel libro Fuga sul Kenya (1947), uscito anche in inglese con il titolo No Picnic on Mount Kenya.

## Il monte Kenya nella letteratura
- Kirinyaga è un romanzo di Mike Resnick.
- Facing Mount Kenya è un libro di Jomo Kenyatta sul popolo Kikuyu.
- Sognavo l'Africa di Kuki Gallmann descrive la vita dei Kikuyu nella regione del monte Kenya.
- Fuga sul Kenya è un libro di Felice Benuzzi.
- Point Lenana, libro in cui gli autori Wu Ming 1 e Roberto Santachiara ripercorrono le tracce di Felice Benuzzi e dei suoi compagni, fino a risalire punta Lenana narrando, tra i molti argomenti, i massacri compiuti in Africa Orientale dai colonialisti italiani e britannici.